# بنك البوسنة والهرسك المركزي
البنك المركزي للبوسنة والهرسك هو البنك المركزي للبوسنة والهرسك، وتقع في العاصمة، سراييفو.
تم إنشاء البنك المركزي للبوسنة والهرسك وفقًا للقانون الذي تم تبنيه في الجمعية البرلمانية للبوسنة والهرسك في 20 يونيو 1997. بدأت عملها في 11 أغسطس 1997.
يحتفظ البنك المركزي للبوسنة والهرسك الاستقرار النقدي من خلال إصدار العملة المحلية وفقا ل مجلس النقد الترتيب مع التغطية الكاملة في صناديق النقد الأجنبي للتحويل بحرية بموجب سعر الصرف الثابت. يحدد البنك المركزي للبوسنة والهرسك ويتحكم في تنفيذ السياسة النقدية للبوسنة والهرسك. يدعم البنك المركزي للبوسنة والهرسك أنظمة الدفع والتسوية المناسبة ويحتفظ بها. كما أنه ينسق أنشطة وكالات الاشراف على البنوك التي تتولى ترخيص البنوك والإشراف عليها.
للبنك المركزي للبوسنة والهرسك المكتب الرئيسي وثلاث وحدات رئيسية وفرعين. المكتب الرئيسي للبنك المركزي للبوسنة والهرسك في سراييفو. الوحدات الرئيسية هي الوحدة الرئيسية في سراييفو، والبنك الرئيسي لجمهورية صربسكا بانيا لوكا والوحدة الرئيسية موستار.
الهيئة العليا للبنك المركزي للبوسنة والهرسك هي مجلس الإدارة المسؤول عن وضع السياسة النقدية والتنظيم والاستراتيجيات النقدية للبنك المركزي والإشراف عليها، وكل ذلك وفقًا للصلاحيات التي يمنحها القانون للمجلس. وفقًا للقانون، يتكون مجلس الإدارة من خمسة أشخاص يتم تعيينهم من قبل رئاسة البوسنة والهرسك لمدة ست سنوات. يعين مجلس الإدارة أحد أعضائه كحاكم.
محافظ البنك المركزي للبوسنة والهرسك هو سيناد سوفتيتش.
تتألف إدارة البنك المركزي للبوسنة والهرسك من المحافظ وثلاثة نواب محافظين، يتم تعيينهم بواسطة المحافظ بموافقة مجلس الإدارة. مهمة الإدارة هي الإدارة التنفيذية لأعمال البنك المركزي. كل نائب محافظ مسؤول مباشرة عن عمليات قطاع واحد في البنك المركزي.

## روابط خارجية
- الموقع الرسمي للبنك المركزي للبوسنة والهرسك - متوفر باللغة البوسنية والصربية والكرواتية والإنجليزية
- قانون البنك المركزي للبوسنة والهرسك - («الجريدة الرسمية للبوسنة والهرسك» ، 1/97 و 29/02 و 8/03 و 13/03 و 9/05 و 76/06) (بالإنجليزية)